# Alberto Volpi
Alberto Volpi (nascido em 9 de dezembro de 1962) é um ex-ciclista italiano. Participou na estrada individual nos Jogos Olímpicos de Los Angeles 1984, competindo por Itália.

## Palmarès
1985
1º, Gran Premio Città di Camaiore
10º, Global, Giro d'Italia
1º, Classificação da juventude
1989
1º, Global, Giro di Calabria
1º, Etapa 1
1993
1º, Wincanton Classic
1997
1º, Etapa 3, Volta ao Alentejo